# Keano Vanrafelghem
Keano Vanrafelghem (Torhout, 2 augustus 2003) is een Belgisch voetballer die sinds 2025 onder contract ligt bij KV Mechelen. In het seizoen 2023-2024 werd hij uitgeleend aan Sporting Hasselt, waar hij bekendheid verwierf. Vanrafelghem is een aanvaller en heeft Kiki als bijnaam.

## Clubcarrière

### Club NXT
Vanrafelghem maakte op 19 augustus 2021 zijn profdebuut in het shirt van Club NXT, het beloftenelftal van Club Brugge: op de eerste competitiespeeldag van de Challenger Pro League liet trainer Rik De Mil hem tegen RWDM in de 85e minuut invallen voor Amadou Sagna. Vanrafelghem speelde in het seizoen 2021/22 tien competitiewedstrijden voor Club NXT, waarvan één als basisspeler: op de 26e speeldag mocht hij starten in de thuiswedstrijd tegen Lierse Kempenzonen. Toen Vanrafelghem in de 65e minuut werd gewisseld voor Cisse Sandra, stond de 2-0-einduitslag al op het scorebord.
In het seizoen 2022/23 trad Vanrafelghem met Club NXT weer aan in Eerste klasse B. Veel speeltijd kreeg hij daar niet van trainer Nicky Hayen: op de vijfde en elfde competitiespeeldag mocht hij telkens rond het uur invallen tegen respectievelijk RSCA Futures en FCV Dender EH. Vanrafelghem liet zich dat seizoen wel opmerken in de UEFA Youth League: de aanvaller, die in de edities 2019/20 en 2021/22 telkens slechts een handvol minuten mocht invallen, legde in de eerste groepswedstrijd tegen Bayer Leverkusen de 4-1-eindscore vast.

### Patro Eisden
Eind januari 2023 maakte Vanrafelghem op definitieve basis de overstap naar Patro Eisden Maasmechelen, dat op dat moment aan de leiding stond in Eerste nationale.

#### Verhuur aan Sporting Hasselt
In de zomer van 2023 werd hij voor een seizoen uitgeleend aan Sporting Hasselt dat twee reeksen lager actief was. Hasselt was op dat moment pas overgenomen door bekende Vlamingen Rik Verheye en Sam Kerkhofs. Deze twee maakten een documentaire voor  tv-zender Play4 over het reilen en zeilen van de clubwerking waardoor Vanrafelghem nationale bekendheid verwierf. Hij werd een publiekslieveling bij Hasselt waar hij de bijnaam 'Kiki' kreeg. Hij had dat seizoen met 19 doelpunten in 32 wedstrijden een groot aandeel in de promotie naar Eerste nationale. In de eindrondewedstrijd voor promotie maakte hij het enige en beslissende doelpunt in de wedstrijd tegen KVK Ninove. 

#### Terugkeer naar Patro Eisden
Na afloop van zijn uitleenbeurt keerde Kiki terug naar Patro waar hij het rugnummer 10 kreeg toegewezen. Lang duurde zijn tweede stint bij de club echter niet. Na een zeer sterke eerste seizoenshelft, waarin Vanrafelghem in 15 wedstrijden in de Challenger Pro League 8 keer de netten liet trillen, versierde hij een nieuwe transfer.

### KV Mechelen
Op 16 januari 2025 kondigde KV Mechelen de overstap van Vanrafelghem aan. Patro Eisden ontving €1.000.000 voor de diensten van Kiki en slaagde er ook in een doorverkoopclausule af te dwingen. Vanrafelghem, die een jaar geleden nog actief was op het vierde niveau van het Belgisch voetbal, tekende een contract voor 4,5 jaar bij de eersteklasser.

## Clubstatistieken
| Seizoen         | Club                      | Land            | Competitie         | Competitie | Competitie | Beker | Beker | Europees | Europees | Totaal | Totaal |
| Seizoen         | Club                      | Land            | Competitie         | Wed.       | Dlp.       | Wed.  | Dlp.  | Wed.     | Dlp.     | Wed.   | Dlp.   |
| --------------- | ------------------------- | --------------- | ------------------ | ---------- | ---------- | ----- | ----- | -------- | -------- | ------ | ------ |
| 2019/20         | Club NXT                  | Vlag van België | Reserve Pro League | —          | —          | —     | —     | 1        | 0        | 1      | 0      |
| 2020/21         | Club NXT                  | Vlag van België | Eerste klasse B    | 10         | 0          | —     | —     | —        | —        | 10     | 0      |
| 2021/22         | Club NXT                  | Vlag van België | Eerste klasse B    | —          | —          | —     | —     | 1        | 0        | 1      | 0      |
| 2022/23         | Club NXT                  | Vlag van België | Eerste klasse B    | 2          | 0          | —     | —     | 3        | 1        | 5      | 1      |
| 2022/23         | Patro Eisden Maasmechelen | Vlag van België | Eerste nationale   | 4          | 0          | —     | —     | —        | —        | 4      | 0      |
| 2023/24         | → Sporting Hasselt        | Vlag van België | Tweede Nationale   | 32         | 19         | —     | —     | —        | —        | 32     | 19     |
| 2024/25         | Patro Eisden Maasmechelen | Vlag van België | Eerste Klasse B    | 15         | 8          | 3     | 0     | —        | —        | 18     | 8      |
| 2024/25         | KV Mechelen               | Vlag van België | Eerste klasse A    | 11         | 1          | 0     | 0     | —        | —        | 11     | 1      |
| 2025/26         | KV Mechelen               | Vlag van België | Eerste klasse A    | 0          | 0          | 0     | 0     | —        | —        | 0      | 0      |
| Carrière totaal | Carrière totaal           | Carrière totaal | Carrière totaal    | 73         | 28         | 3     | 0     | 5        | 1        | 82     | 29     |

Bijgewerkt op 26 april 2025.